# This Is th' Life
This Is th' Life (o This Is the Life) è un cortometraggio muto del 1914 diretto da Henry Otto. Prodotto dalla American Film Manufacturing Company da un soggetto di Theodosia Harris, il film aveva come interpreti Ed Coxen, Charlotte Burton, George Field, Josephine Ditt, Edith Borella.

## Trama
Pieno di prevenzioni verso le nuove invenzioni che rendono più comoda e facile la vita, l'agricoltore Brown non ne vuole sapere di tutte quelle diavolerie moderne, costringendo la figlia Mary a una dura vita di massaia. Suo figlio John, che invece è votato agli studi di ingegneria ed è un inventore, deve andarsene da casa per poter studiare. Rita Miller, la figlia del vicino dei Brown e innamorata di John, è, come suo padre, una patita dell'elettricità e sostiene con entusiasmo i lavori del suo innamorato. Mentre John continua i suoi studi, inventando sempre nuove cose, il vicino Miller installa nella fattoria una serie di moderni dispositivi che alleggeriscono il lavoro della moglie. La povera Mary, invece, è schiava del calore e della fatica dei vecchi metodi di pulizia. Un giorno, mentre solleva una caldaia pesante, cade e si fa molto male alla schiena. Suo padre, quando la trova a terra, si rende conto per la prima volta della necessità di poter usare un telefono. Rita corre in aiuto, chiama il medico e John. Il medico di campagna dichiara che la povera ragazza ha subito un ictus e non potrà più guarire. Brown è disperato. Ma, il giorno dopo, arriva anche John accompagnato da un chirurgo. Questi, attraverso moderni esami radiografici, assicura che Mary ritroverà la salute. Arriva il giorno del matrimonio tra Rita a John e il regalo del vecchio Brown agli sposi è una casa completamente modernizzata con l'elettricità, anche in cucina. Convertito ai progressi della scienza, dichiara: "questa è la vita" e porta Miller a fare un giro a spasso sulla sua nuova automobile elettrica.

## Produzione
Il film fu prodotto dalla American Film Manufacturing Company.

## Distribuzione
Distribuito dalla Mutual, il film - un cortometraggio in due bobine - uscì nelle sale cinematografiche degli Stati Uniti il 24 agosto 1914.